# دوغلاس أوقستو مينديز دوس سانتوس
دوغلاس أوقستو مينديز دوس سانتوس هو لاعب كرة قدم برازيلي، ولد في 4 أكتوبر 1988 في باولو أفونسو في البرازيل. لعب مع نادي باهيا ونادي سيارا ونادي فلامورتاري فلوره.

## وصلات خارجية
- دوغلاس أوقستو مينديز دوس سانتوس على موقع الاتحاد الأوربي (الإنجليزية)
- دوغلاس أوقستو مينديز دوس سانتوس على موقع قاعدة بيانات كرة القدم.إي يو (الإنجليزية)
- دوغلاس أوقستو مينديز دوس سانتوس على موقع Soccerway.com (الإنجليزية)